# Evangheliar

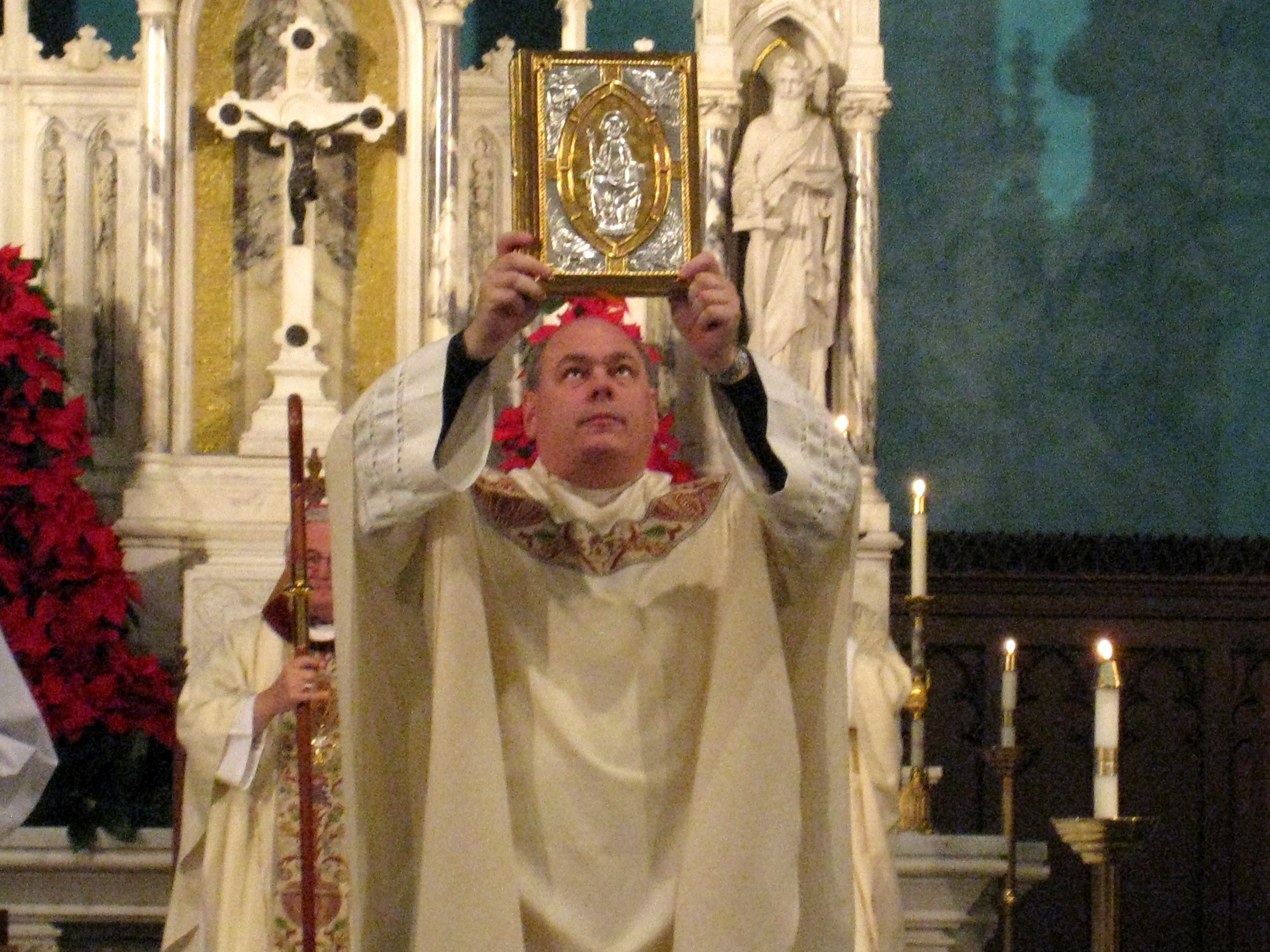
Preot ținând un evangheliar, cu Christos în mandorlă pe ferecătură

Evangheliarul este o carte liturgică care conține textele evangheliilor. Evangheliarele sunt de obicei ornamentate și ferecate. Din evul mediu se păstrează evangheliare deosebit de valoroase, scrise de mână, precum Evangheliarul din Kells (secolul al IX-lea).
În Biserica Ortodoxă Răsăriteană, Evangheliarul cuprinde numai pericopele sau fragmentele din evanghelii rânduite pentru a fi citite în cadrul liturghiei sau al altor slujbe bisericești, aranjate după tipic, în funcție de ziua și săptămâna în care trebuie citite, începând cu Duminica Învierii, iar cartea liturgică care conține primele patru cărți din Noul Testament (cele patru evanghelii scrise de Matei, Marcu, Luca și Ioan) este numită Tetraevanghel.